# Fleury-sur-Orne
Fleury-sur-Orne ist eine französische Gemeinde mit 5622 Einwohnern (Stand: 1. Januar 2022) im Département Calvados in der Region Normandie. Fleury-sur-Orne gehört zum Arrondissement Caen und zum Kanton Caen-5. Die Einwohner werden Fleurysiens genannt.

## Geographie

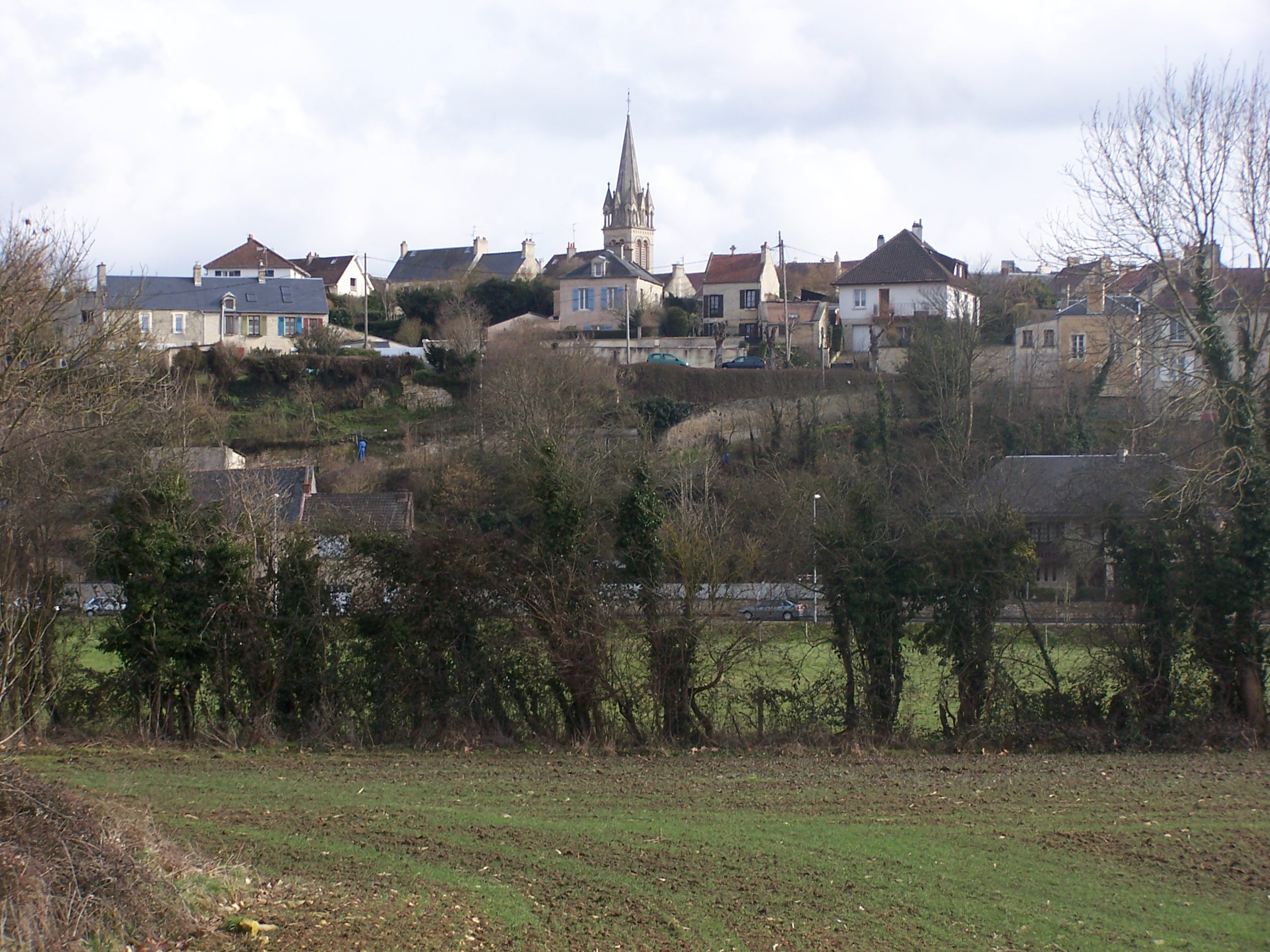
Blick auf Fleury-sur-Orne

Fleury-sur-Orne liegt in der Ebene von Caen am Fluss Orne. Umgeben wird Fleury-sur-Orne von den Nachbargemeinden Louvigny im Norden und Westen, Caen im Nordosten, Ifs im Osten und Südosten, Saint-Martin-de-May im Süden und Saint-André-sur-Orne im Südwesten.
Durch die Gemeinde führt die Route nationale 814.

## Geschichte
Die etwa 20 ha große Nekropole von Fleury-sur-Orne ist eine neolithische Nekropole vom Typ Passy mit 12 bis 350 m langen Tumuli der Cerny-Kultur, die bis 2016 in Fleury-sur-Orne ausgegraben wurde.
Bereits 1077 wurde der Ort als Alemannia erwähnt und behielt diesen Namen in französischer Form (Allemagnes, Allemagne) bis 1916. Ob der Name auf ein Heerlager der Alamannen zurückgeht, ist zweifelhaft, aber nicht auszuschließen. Er bezieht sich wahrscheinlich auf römische Soldaten alemannischer Abstammung, die sich im Rahmen des Litus Saxonicum gegen Ende des 3. Jahrhunderts oder zu Anfang des 4. Jahrhunderts im heutigen Nordfrankreich mit ihren Familien niedergelassen haben. Auf Grund des Krieges mit den Deutschen entschloss sich die Gemeinde in Anlehnung an die zerstörte Gemeinde Fleury-devant-Douaumont, sich den heutigen Namen zu geben. Noch heute ist die Gemeinde aber in die Ortsteile Haute-Allemagne und Basse-Allemagne geteilt.
1047 wurden die normannischen Aufständischen von der Schlacht von Val-ès-Dunes hierher in die Orne getrieben.
Wirtschaftshistorisch ist die Gemeinde von Bedeutung, weil hier seit dem 11. Jahrhundert der ockerfarbene Kalkstein, der sog. Pierre de Caen, abgebaut wird.
Am 19. Juli 1944 wurde Fleury-sur-Orne durch die aus Caen vorrückende 2. kanadische Infanteriedivision von der deutschen Besatzung befreit. Die Kanadier befreiten Zivilisten aus einem nahen Steinbruch, die sich, aus Caen kommend, dort vor der alliierten Bombardierung der Stadt in Sicherheit gebracht hatten. Im Gemeindegebiet entstand ein Ruhelager der kanadischen Armee. Zeitweilig waren die 5. Infanteriebrigade, die Calgary Highlanders, Black Watch, sowie das 4., 5., und 6. Feldregiment der kanadischen Artillerie in Fleury-sur-Orne stationiert.

## Bevölkerungsentwicklung
| Jahr                              | 1962 | 1968 | 1975 | 1982 | 1990 | 1999 | 2011 | 2019 |
| Einwohner                         | 2344 | 2817 | 2861 | 3650 | 3861 | 4231 | 4208 | 4938 |
| Quellen: Cassini, EHESS und INSEE |      |      |      |      |      |      |      |      |

## Sehenswürdigkeiten
- Kirche Saint-Martin in Haute-Allemagne
- Kirche Notre-Dame de Basse-Allemagne, wieder errichtet 1845 im neogotischen Stil, mit Glockenturm aus dem 11. Jahrhundert mit Anbauten bis ins 12. Jahrhundert, Monument historique seit 1913
- Bürgerhaus an der Rue Saint-André (Nr. 71) aus dem 18. Jahrhundert, seit 2009 Monument historique
- Eisenbahnbrücke
- Île Enchantée, Flussinsel der Orne

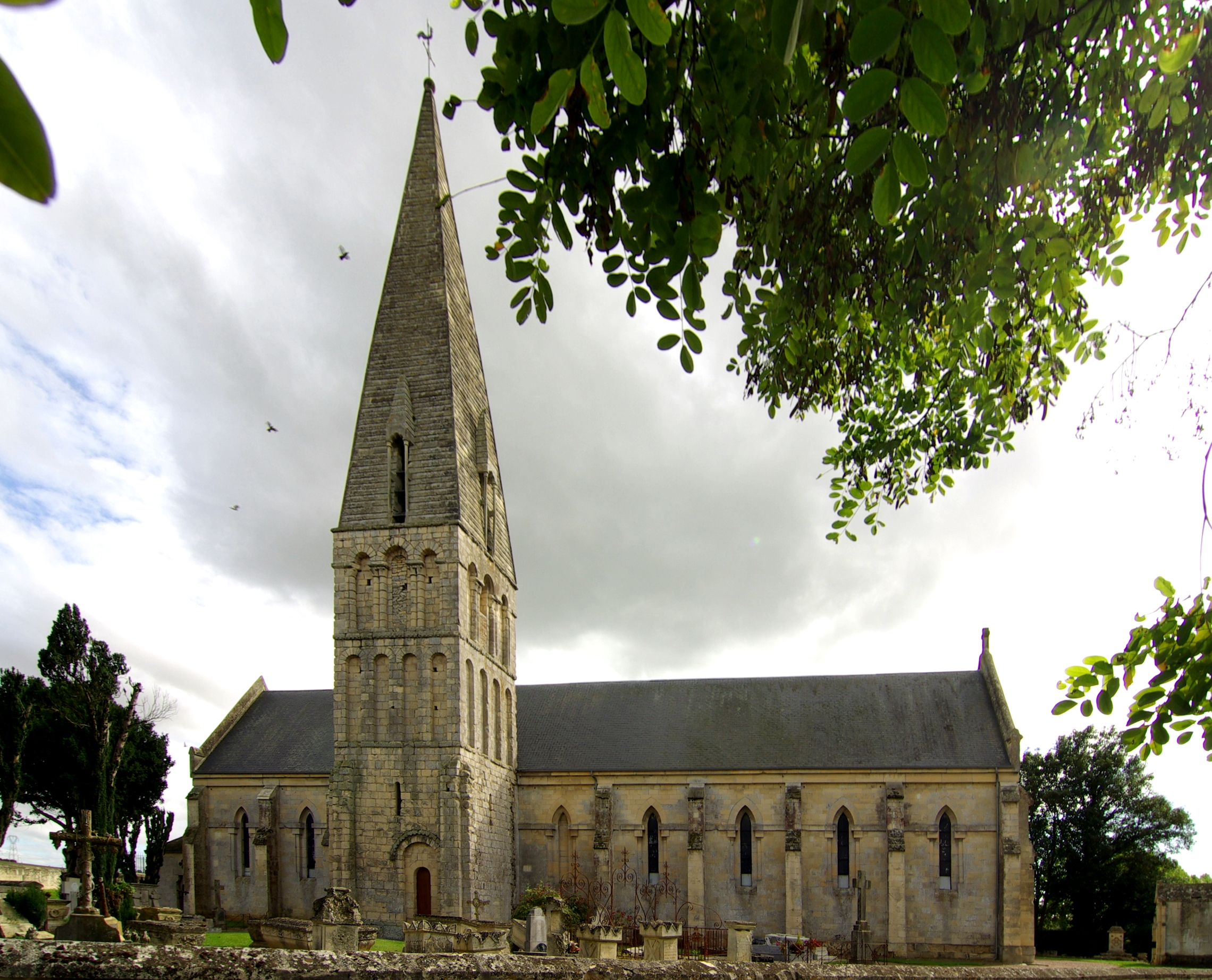
Kirche Notre-Dame de Basse-Allemagne
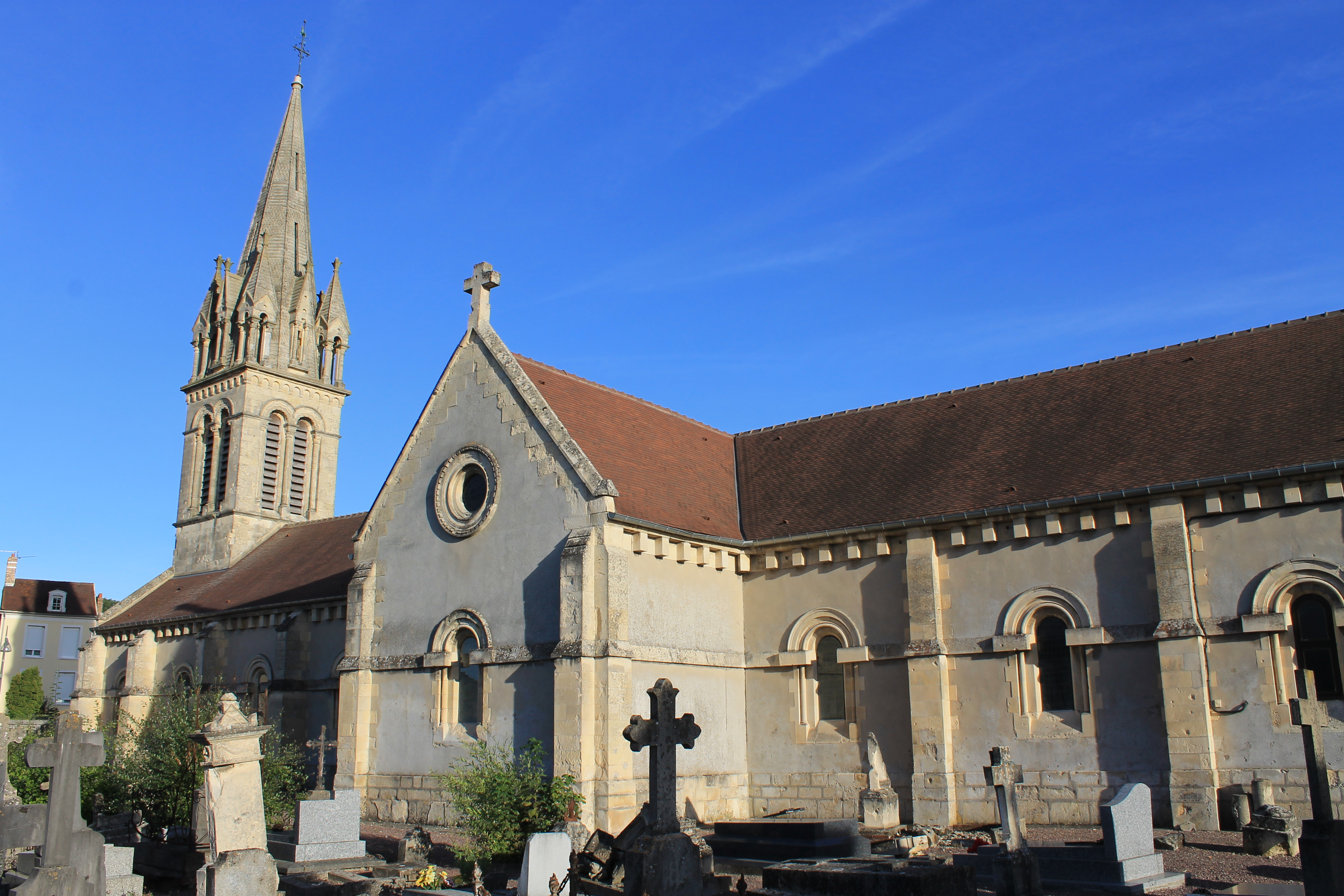
Kirche Saint-Martin in Haute-Allemagne
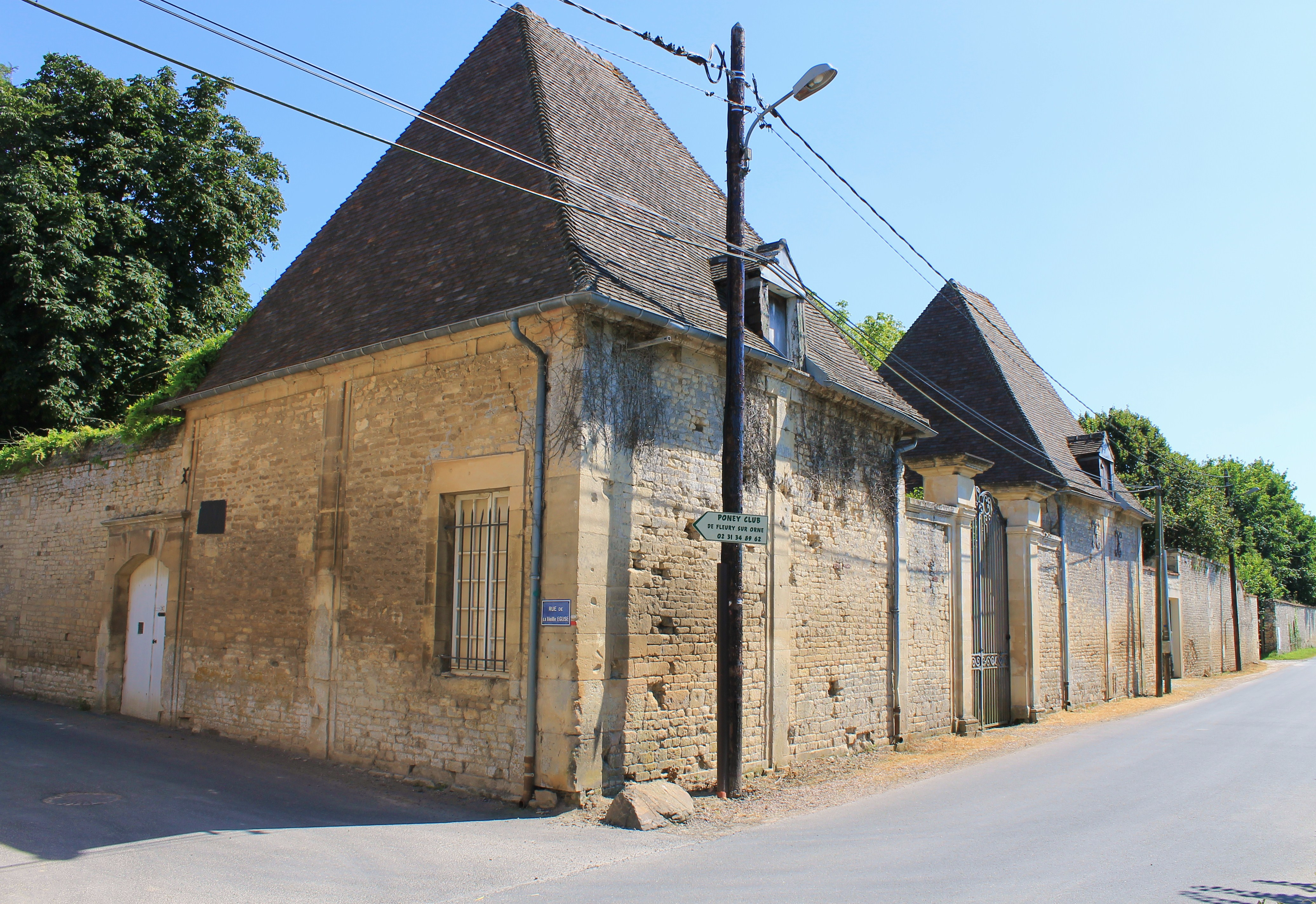
Bürgerhaus, 71 Rue Saint-André

## Gemeindepartnerschaften
Mit der senegalesischen Gemeinde Ouonck-Dieba und seit 1994 mit der deutschen Gemeinde Waldbüttelbrunn in Bayern bestehen Partnerschaften.

## Persönlichkeiten
- Nikolaus von Oresme (um 1330–1382), Bischof von Lisieux, Naturwissenschaftler
- Jean-Pierre François de Chazot (1739–1797), General während der Französischen Revolution
- Pierre Gouget (1932–2003), Radrennfahrer